# Martin Rufer

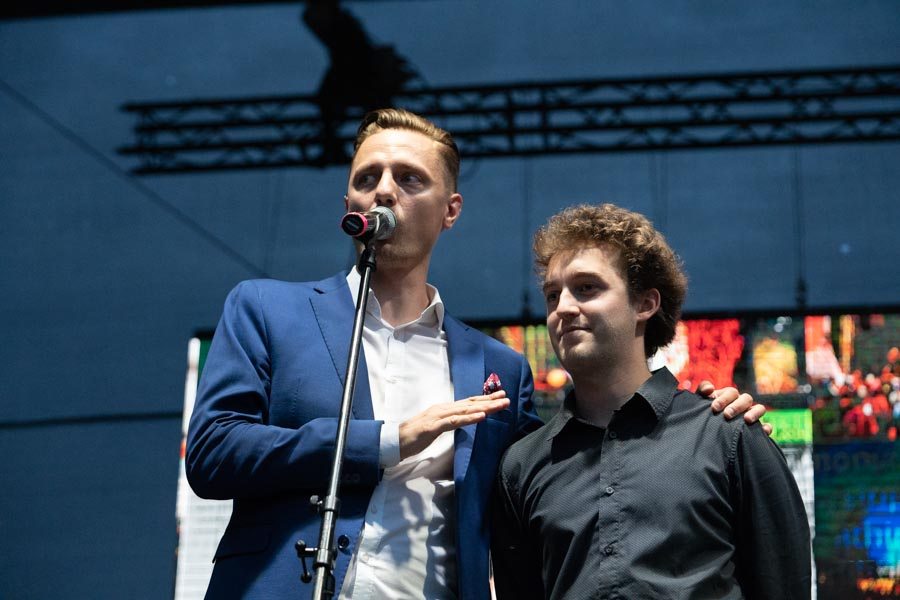
Martin Rufer a Ondřej Ruml (2018)

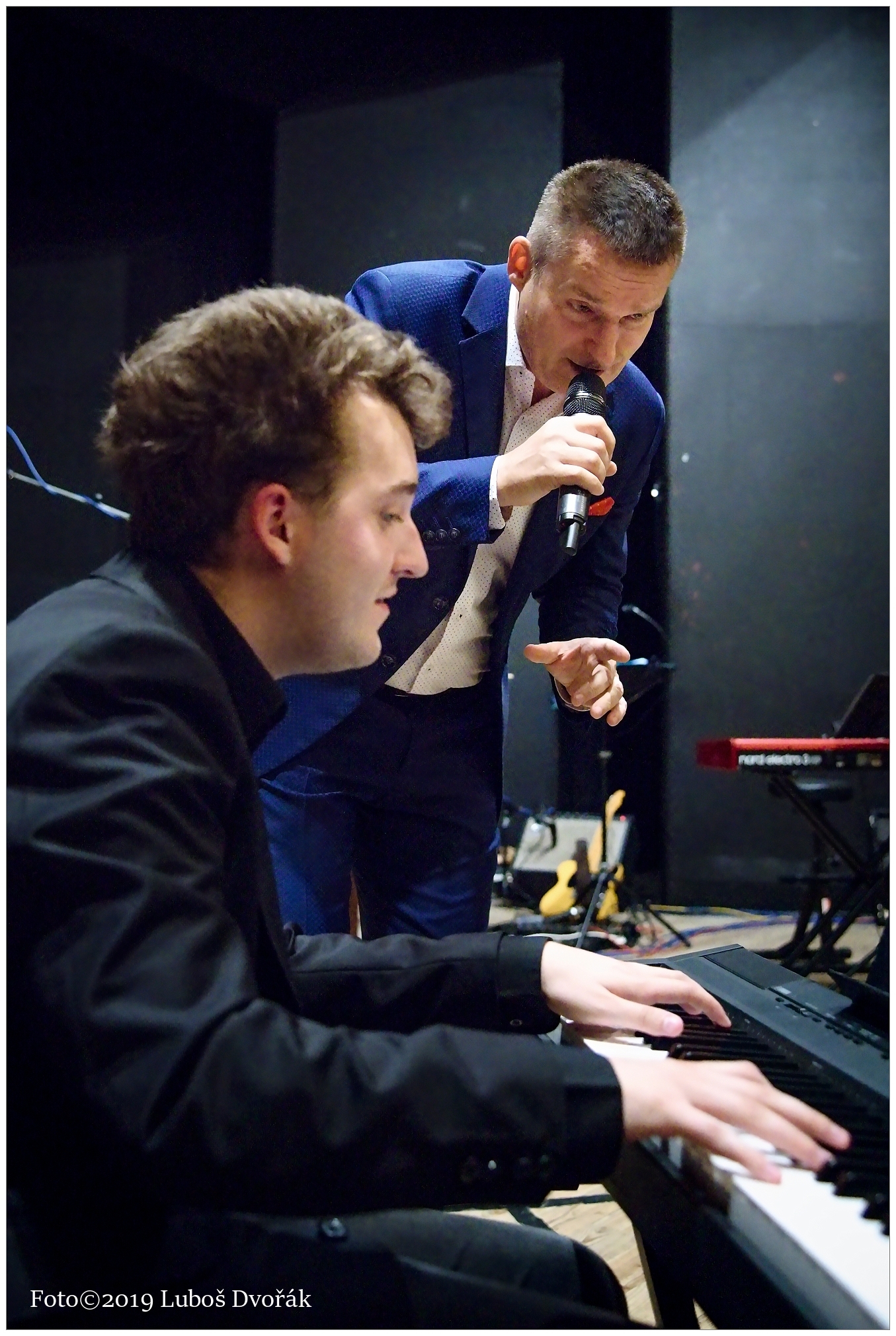
Martin Rufer a Vladimír Hron (2019)

Martin Rufer (* 6. května 1999 Most) je český klavírista, skladatel a aranžér, který působí v oblasti jazzu a populární hudby.

## Život a angažmá
Věnuje se především jazzu, swingu, šansonu a popu. Jeho styl ovlivnil Jon Lord z Deep Purple, ale také australský kytarista Tommy Emmanuel. Vystudoval obor jazz na Vyšší odborné škole Jaroslava Ježka v Praze.
V roce 2018 natočil pod Warner Music Group desku Zapomenutý příběh s Ondřejem Rumlem, Bolkem Polívkou a dalšími hudebníky. Působil také v projektu Ondřej Ruml zpívá Ježka, Voskovce a Wericha. Ve stejný rok založil vlastní skupinu Martin Rufer Quartet. Dále spolupracuje např. s Naďou Válovou, Vladimírem Hronem, Michalem Horáčkem a dalšími osobnostmi české scény. 
V současné době působí v projektech Original Vintage Orchestra a Pink Swing s Petrem Kroutilem a Daliborem Gondíkem. Mezi lety 2019 a 2023 působil také v Big Bandu VOŠ Jaroslava Ježka pod vedením uznávaného skladatele Milana Svobody. Je také hudebním lektorem na letních táborech. Během studia na VOŠ Jaroslava Ježka založil skupinu Martin Rufer Prague Trio, která hraje jeho autorské skladby. Tato skupina vystoupila např. na renomovaném mezinárodním festivalu United Islands. Od roku 2021 sólově vystupuje v prestižním klubu Doupě, kde doprovodil např. držitele ceny Grammy Kurta Ellinga. V roce 2023 hudebně doprovodil předávání cen Podnikatel roku na České televizi.

## Tvorba (výběr)
- 2016 - 2018 – Hudba ke zpravodajství Mediální vteřiny
- 2017 – Soundtrack počítačové hry Chlebík! Adventures
- 2017 – Soundtrack amatérského filmu Máchův Máj
- 2020 – Vánoční singl Vánoční Plamen (Lenna)
- 2020 – Ukolébavka Barbara's Lullaby
- 2021 – Jazzová skladba Fake Smiles (s kytaristou Liborem Šmoldasem)
- 2022 – Florida Nights (hraje skupina Baron Haze)
- 2023 – Balada Have You Heard?
- 2023 – Znělka pořadu Podnikatel roku
- 2024 – Hudba k inscenaci P.R.S.A (uvádí Činoherní klub Praha)

## Ocenění
Je držitelem několika ocenění za korepetici a sborové aranže v tuzemských soutěžích. V roce 2016 získal titul vicemistra v celostátní soutěži hráčů na elektronické klávesy. Skladatel a šéfdirigent Hudby Hradní Stráže a Policie ČR Jan Zástěra o Martinovi v roce 2017 prohlásil, že ho považuje za jednoho z nejvýraznějších hudebníků své generace. V roce 2019 byl o Ruferovi natočen medailon v rámci oslav 50 let existence mostecké ZUŠ. Při této příležitosti také předvedl koncertní recitál.

## V televizních záznamech
- 2022 – Podnikatel roku (Česká televize)
- 2022 – Martin Rufer Prague Trio Live (Most, Studio3)
- 2022 – Zapomenutý příběh živě v Pražské křižovatce (ČT Art)
- 2024 – Hapka & Horáček: Potměšilí hosté (Česká televize)